# Sardonic Wrath
Sardonic Wrath – dziesiąta płyta norweskiego zespołu Darkthrone, wydana 6 września 2004 roku.

## Lista utworów
| Nr | Tytuł utworu                                  | Słowa  | Muzyka                 | Długość |
| -- | --------------------------------------------- | ------ | ---------------------- | ------- |
| 1. | „Order of the Ominous” (utwór instrumentalny) |        | Lrz                    | 2:32    |
| 2. | „Information Wants to Be Syndicated”          | Fenriz | Nocturno Culto         | 3:44    |
| 3. | „Sjakk Matt Jesu Krist”                       | Fenriz | Fenriz                 | 4:04    |
| 4. | „Straightening Sharks in Heaven”              | Fenriz | Nocturno Culto         | 3:27    |
| 5. | „Alle Gegen Alle”                             | Fenriz | Fenriz                 | 3:21    |
| 6. | „Man Tenker Sitt”                             | Fenriz | Nocturno Culto         | 3:05    |
| 7. | „Sacrificing to the God of Doubt”             | Fenriz | Nocturno Culto         | 4:34    |
| 8. | „Hate Is the Law”                             | Fenriz | Fenriz                 | 3:22    |
| 9. | „Rawness Obsolete”                            | Fenriz | Fenriz, Nocturno Culto | 6:14    |
|    |                                               |        |                        | 34:23   |

## Twórcy
- Gylve "Fenriz" Nagell - perkusja
- Ted "Nocturno Culto" Skjellum - śpiew, gitara, gitara basowa
- Lrz - instrumenty klawiszowe
- Ole "Apollyon" Jørgen Moe - śpiew